# Ectobius sylvestris
Ectobius sylvestris es una especie de cucaracha del género Ectobius, familia Ectobiidae.
Mide 7-11 mm. Los adultos son activos de mayo a septiembre. Su hábitat son  los bosques.

## Distribución
Esta especie se encuentra en Eurasia. Ha sido introducida en los Estados Unidos alrededor de 1980.